# باري شين
باري شين (بالإنجليزية: Barry Sheene)‏ كان متسابق دراجات نارية بريطاني فاز ببطولة سباق الجائزة الكبرى للدراجات النارية. نافس في سباقات بطولة العالم لفئة 500 سي سي ولفئة 125 سي سي ولفئة 50 سي سي.

## روابط خارجية
- باري شين على موقع IMDb (الإنجليزية)
- باري شين على موقع ديسكوغز (الإنجليزية)
- باري شين على موقع قاعدة بيانات الفيلم (الإنجليزية)
- باري شين على موقع MotoGP.com (الإنجليزية)